# Incoronazione di re Edoardo VII e della regina Alessandra
L'incoronazione di Edoardo VII e della regina Alessandra come re e regina consorte del Regno Unito e dell'Impero britannico ebbe luogo all'Abbazia di Westminster a Londra, il 9 agosto 1902. Originariamente, la cerimonia era stata fissata per il 26 giugno di quell'anno, ma era stata posticipata a causa dell'operazione cui si era dovuto urgentemente sottoporre il re, colpito da un ascesso addominale.

## Preparativi
La precedente incoronazione, quella della regina Vittoria nel 1838, era stato un evento improvvisato, senza troppe prove per la cerimonia celebrata a Westminster, anche se poi il corteo, che si era snodato per le vie di Londra, e le celebrazioni avvenute nel regno avevano incontrato un grande successo popolare. Un successo che si era ripetuto anche per il Giubileo d'oro e per quello di diamante. Così, l'incoronazione del nuovo re aveva creato l'aspettativa che la cerimonia sarebbe stata l'espressione dello status della nazione come potenza mondiale e del suo potere imperiale. Nel dicembre 1901 venne formato il Comitato Esecutivo dell'Incoronazione, il cui esponente di spicco fu il visconte di Esher, stretto collaboratore di Edoardo VII, con il quale il visconte definì l'agenda dell'evento. Esher era stato il responsabile dell'organizzazione del Giubileo di diamante nel 1897 ed era stato una delle forze trainanti del rinnovato entusiasmo per le cerimonie regali.

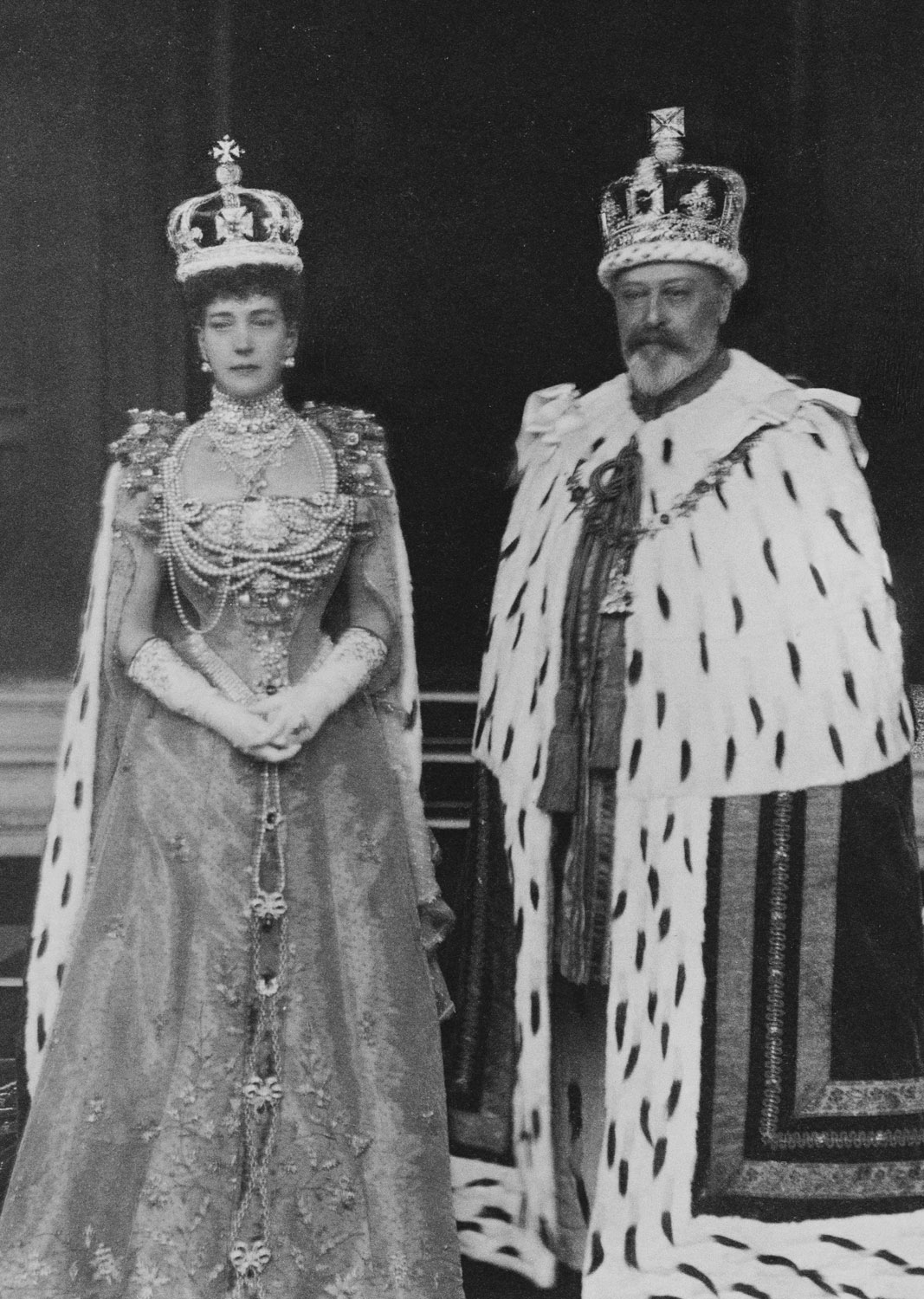
Alessandra ed Edoardo negli abiti di cerimonia per l'incoronazione

Il re, che - dopo la sua ascesa al trono - aveva iniziato ad affrontare i suoi nuovi compiti, pare però che fosse tormentato da una serie di malattie e di infortuni, aggravati anche dal suo essere in sovrappeso, amante del cibo abbondante e dei sigari. Il 23 giugno, tre giorni prima della data fissata per l'incoronazione, il re e la regina rientrarono dal castello di Windsor a Buckingham Palace. Alcuni giornalisti stranieri notarono che il re pareva "spossato e pallido" e si appoggiava pesantemente al suo bastone. Quella sera, i reali ospitarono a cena una settantina di ospiti inglesi e stranieri, tra i quali vi era anche la nipote, la zarina Alessandra.
Il giorno seguente, a mezzogiorno, un telegramma con il contrassegno "Ufficiale" venne spedito in tutto l'impero con la notizia che la cerimonia dell'incoronazione era stata spostata e che il re doveva subire un'operazione. Il team che aveva in cura il sovrano rilasciò il bollettino medico, firmato tra gli altri da Joseph Lister e da Frederick Treves, dove si diceva che il re soffriva di peritiflite. Le condizioni di sabato erano state considerate però così soddisfacenti che si era sperato che il sovrano - usando molta attenzione e riguardi - avrebbe potuto comunque partecipare alla cerimonia. Lunedì sera, però, si ebbe una recrudescenza del male: una recrudescenza tale che si era deciso d'urgenza di sottoporre Edoardo all'operazione, all'epoca sperimentale, dell'asportazione dell'appendicite, che venne eseguita direttamente a Buckingham Palace su un tavolo della Music Room e che salvò la vita al re.

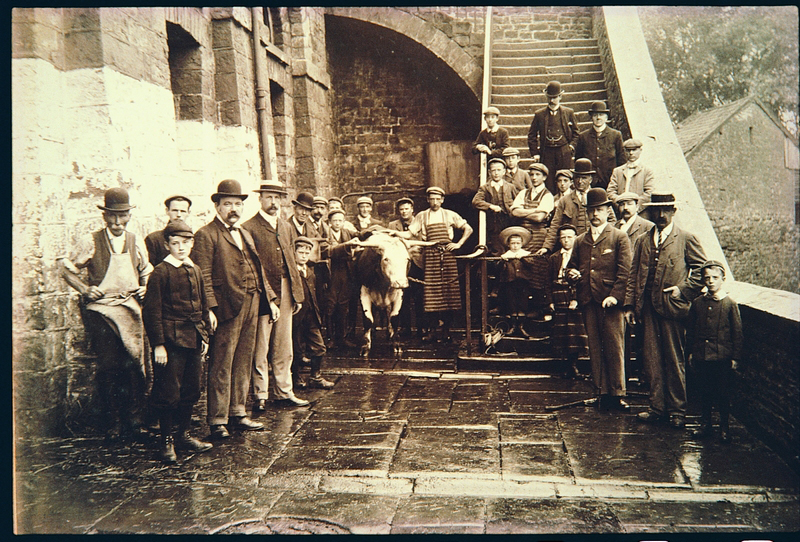
Le case di macellazione di Monmouth nel mese di agosto del 1902 durante i preparativi per gli arrosti dell'incoronazione

Il 26 giugno venne celebrato un solenne servizio di ringraziamento nella Cattedrale di San Paolo cui parteciparono numerosi dignitari britannici e stranieri che erano a Londra per l'incoronazione.
Benché gli operai ricevessero immediate disposizioni per smantellare le strutture di legno che erano state erette lungo la strada che doveva attraversare il corteo, Edoardo insistette affinché si tenessero le celebrazioni regionali e il "pranzo dell'incoronazione per i poveri di Londra". Organizzato da Sir Thomas Lipton, furono serviti al pranzo del 5 luglio mezzo milione di pasti in ottocento luoghi intorno alla capitale. Il re contribuì personalmente con trentamila sterline al costo del pranzo coperto anche da donazioni di privati facoltosi e di compagnie commerciali. L'industria dolciaria Rowntree donò a ogni commensale un barattolo di cioccolato.

## La cerimonia

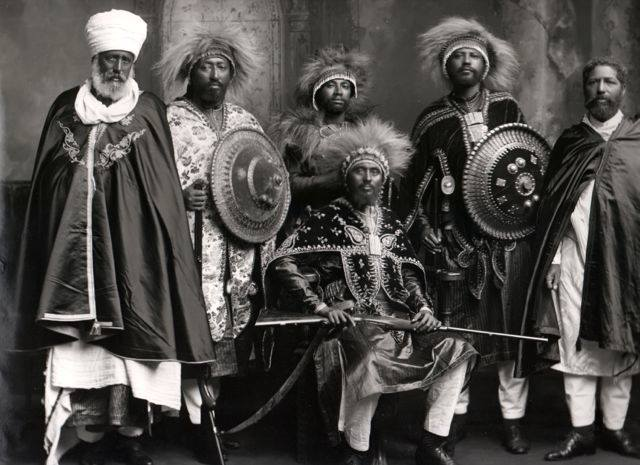
Ras Makonnen e i nobili etiopi

Uno degli effetti indesiderati della cerimonia posticipata fu quello che molti degli invitati delle delegazioni straniere ripartirono per i loro paesi, lasciando come rappresentanti per il giorno dell'incoronazione i loro ambasciatori. Ciò rese la cerimonia molto più intima e molto più significativa come una consacrazione dell'unione delle diverse nazioni che formano il Regno Unito e quelle che fanno parte della zona di influenza della corona britannica, notò J E C Bodley, lo storico ufficiale dell'evento. Tra gli ottomila ospiti nell'abbazia, vi era il primo ministro dei Dominion, trentun capi di governo indiani, il sultano di Perak e il litunga di Barotseland.

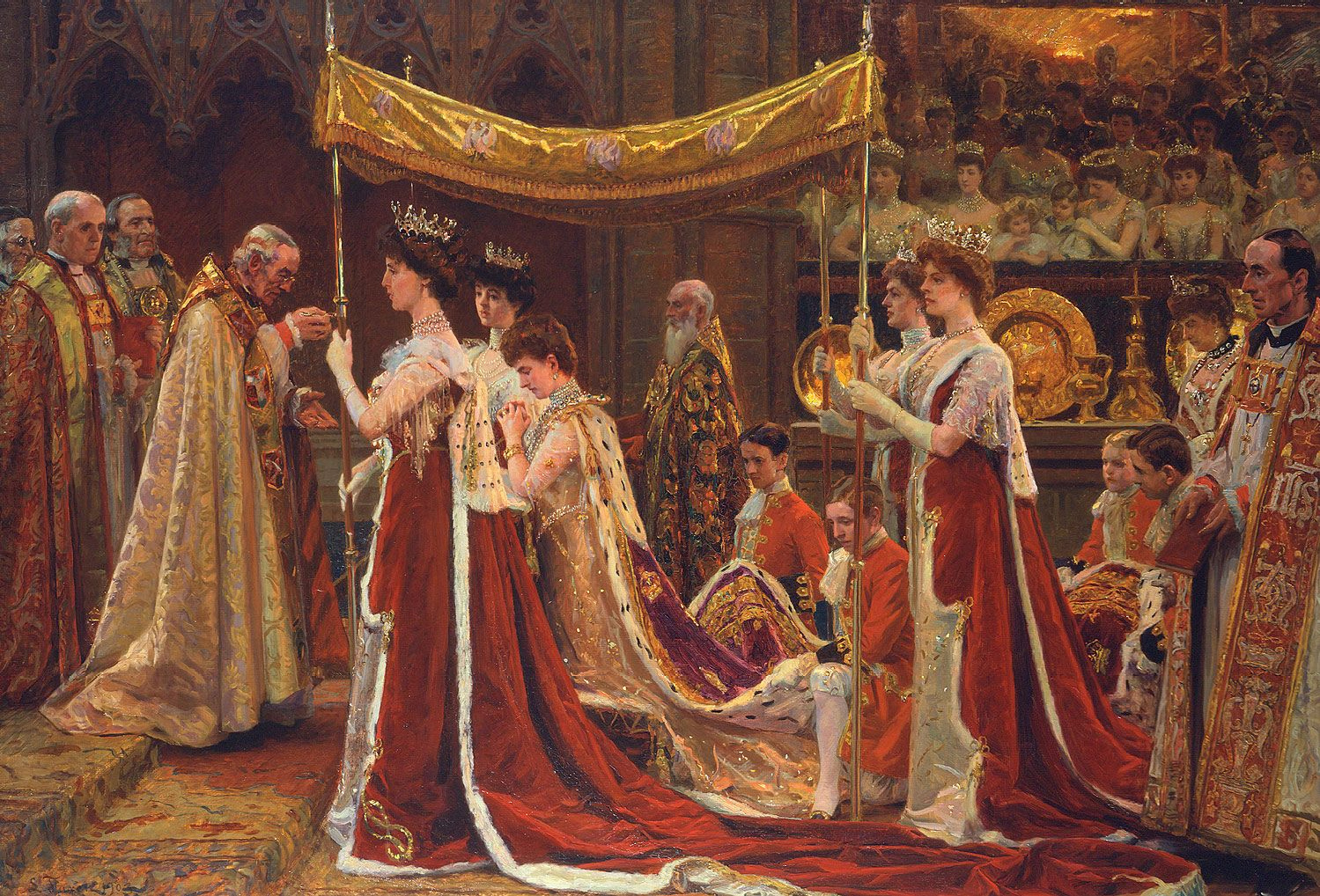
L'Unzione della regina Alessandra

L'arcivescovo di Canterbury, Frederick Temple, vecchio e malato (sarebbe morto prima della fine dell'anno), rifiutò di delegare parte del servizio facendosi assistere da due vescovi. Il testo che l'arcivescovo, mezzo cieco, doveva leggere fu stampato a caratteri giganteschi su dei rotoli di carta che sono conservati nella Lambeth Palace Library. La cerimonia, per altro splendida, fu costellata di piccoli incidenti di cui fu protagonista soprattutto l'arcivescovo Temple che, durante l'incoronazione, dopo essersi inginocchiato davanti al re, non riuscì a rialzarsi da solo e dovette essere aiutato sia dai vescovi che dallo stesso re; Temple, poi, apostrofò ad alta voce uno dei religiosi con un "vai via" che fu inteso da tutti i presenti. Neppure Edoardo si attenne strettamente al cerimoniale: quando il principe di Galles toccò la corona e baciò il padre sulla guancia sinistra nel tradizionale gesto di omaggio, il re si alzò in piedi, gettando le braccia al collo del figlio con un gesto di affetto che usciva dalle convenzioni. Poiché era ancora sofferente, Edoardo fu incoronato con la Corona Imperiale di Stato invece che con la Corona di Sant'Edoardo, molto più pesante. Alexandra fu incoronata subito dopo di lui dall'arcivescovo di York, William Dalrymple Maclagan, con una nuova corona che racchiudeva il diamante Koh-i-Noor.

## Musica
Frederick Bridge, a cui fu commissionata la direzione musicale dell'evento, ebbe ben chiaro il fine di rendere maestosa la cerimonia con musiche che avrebbero dovuto rendere memorabile l'incoronazione, ripercorrendo quattrocento anni di musica inglese, assistito da Sir Walter Parratt, Master of the Queen's Music. A compositori quali Thomas Tallis, Orlando Gibbons e Henry Purcell furono accostati nomi di musicisti moderni come Arthur Sullivan, Charles Villiers Stanford e John Stainer. Il nuovo lavoro commissionato per l'occasione includeva il salmo 122 di Hubert Parry, I Was Glad, che incorporava abilmente la tradizionale acclamazione Vivat Rex degli studenti della Westminster School alle visite dei sovrani alla scuola reale e che viene usata ad ogni incoronazione.
La musica fu eseguita da un coro di 430 elementi, 65 orchestrali e 10 trombettieri di stato. All'incoronazione del 1838, l'organista aveva cercato di suonare e, contemporaneamente, di dirigere, con un risultato che si era dimostrato mediocre. Bridge non solo delegò come organista Walter Alcock, ma usò anche due altri conduttori e si alternò a Parratt nella direzione. L'unico vero errore che fece Bridge fu quello di calcolare male il tempo di I Was Glad, concludendo l'esecuzione dell'inno prima dell'arrivo del re, così da doverlo ripetere al momento giusto. Bridge fu salvato dall'intervento dell'organista che riempì il momento di stasi con un'improvvisazione musicale .

## La processione

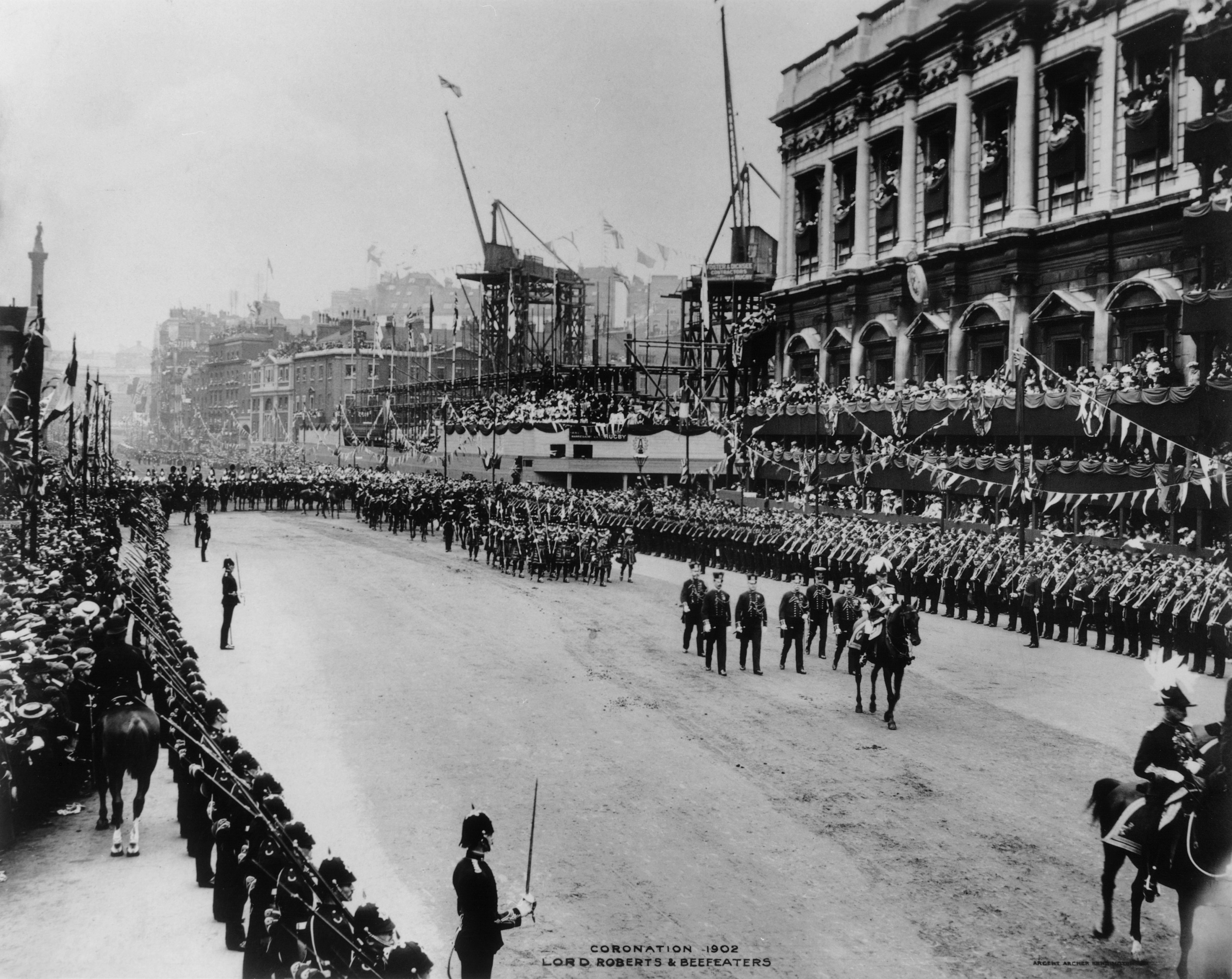
La processione passa davanti al vecchio Ufficio della guerra

La processione come era stata predisposta originariamente avrebbe dovuto veder sfilare contingenti militari tedeschi, austro-ungarici, danesi, russi e portoghesi. Dato il rinvio della cerimonia, questi tornarono a casa, lasciando che la sfilata diventasse una parata interamente britannica e imperiale. Su un totale di trentamila uomini che dovevano marciare o restare posizionati lungo il percorso, oltre duemila di questi erano rappresentanti di forze coloniali, Dominion o British Indian Army. Il resto rappresentava ogni corpo e reggimento dell'esercito britannico, della Royal Navy e dei Royal Marines. Una processione di carrozze trasportava i dignitari britannici e d'oltremare, seguita dagli Equerry del re, dagli aiutanti di campo e da eminenti comandanti quali Lord Kitchener, Lord Roberts e Lord Wolseley.
Una seconda processione, prevista per il giorno seguente l'incoronazione per visitare la City di Londra e Southwark, fu rinviata al 25 ottobre a causa delle condizioni di salute del re.

## La rivista navale
A parte la seconda processione rinviata, l'evento finale dell'incoronazione fu, il 16 agosto, la rivista della flotta a Spithead nei pressi del porto di Portsmouth. Senza portare alcuna nave da guerra da una qualsiasi stazione oltremare, la Royal Navy riunì per la rivista venti corazzate, ventiquattro incrociatori e quarantasette cacciatorpediniere. Un numero di navi da guerra straniere venne invitato a partecipare. Si stima che una folla di centomila persone si assiepasse sulle rive o si trovasse in mare, a bordo di battelli o di piccole imbarcazioni. Sebbene durante il regno di Vittoria ci fossero state almeno diciassette riviste navali, questa fu la prima associata a un'incoronazione.
La mattina della rivista, il re ospitò a bordo dello yacht reale tre comandanti boeri: Louis Botha, Christiaan de Wet e Koos de la Rey. Si tratta di un evento rimarchevole perché il Trattato di Vereeniging, che sanciva la pace in Sudafrica mettendo fine alla seconda guerra boera e al lungo conflitto tra britannici e boeri, era stato stipulato il 31 maggio di quello stesso anno. Il giorno seguente la rivista, il re si sentì sufficientemente bene per seguire le manovre militari della flotta.

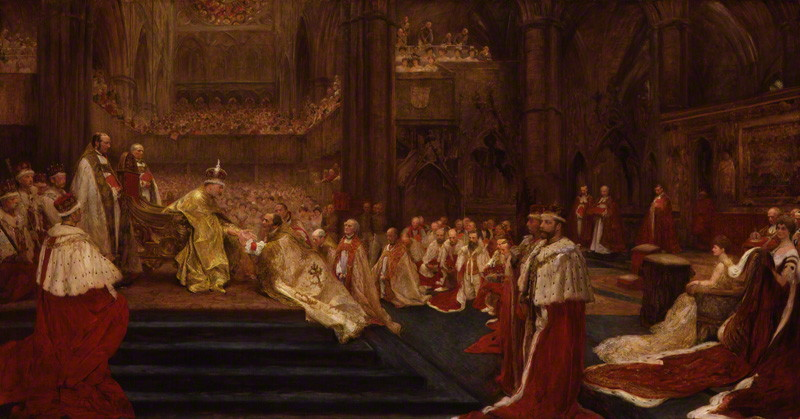
John Henry Frederick Bacon: Incoronazione di Edoardo VII